# Cyclanorbis senegalensis
Cyclanorbis senegalensis là một loài ba ba trong họ Trionychidae. Chúng được tìm thấy ở Bénin, Burkina Faso, Cameroon, Tchad, Bờ Biển Ngà, Ethiopia, Gambia, Ghana, Guinea-Bissau, Mali, Mauritanie, Nigeria, Sénégal, Sudan, và Togo.

## Hình ảnh

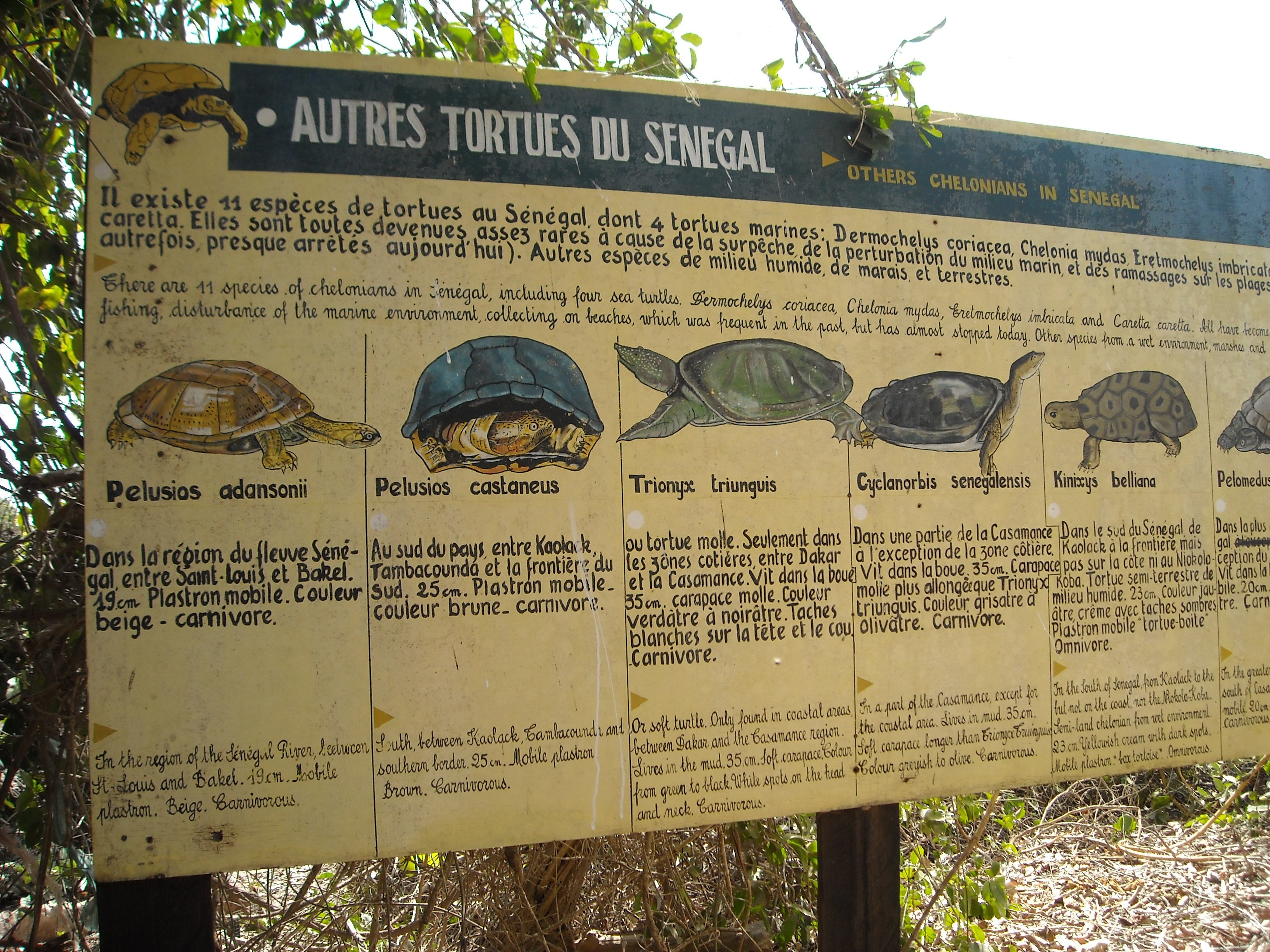